# Neubronner Haus

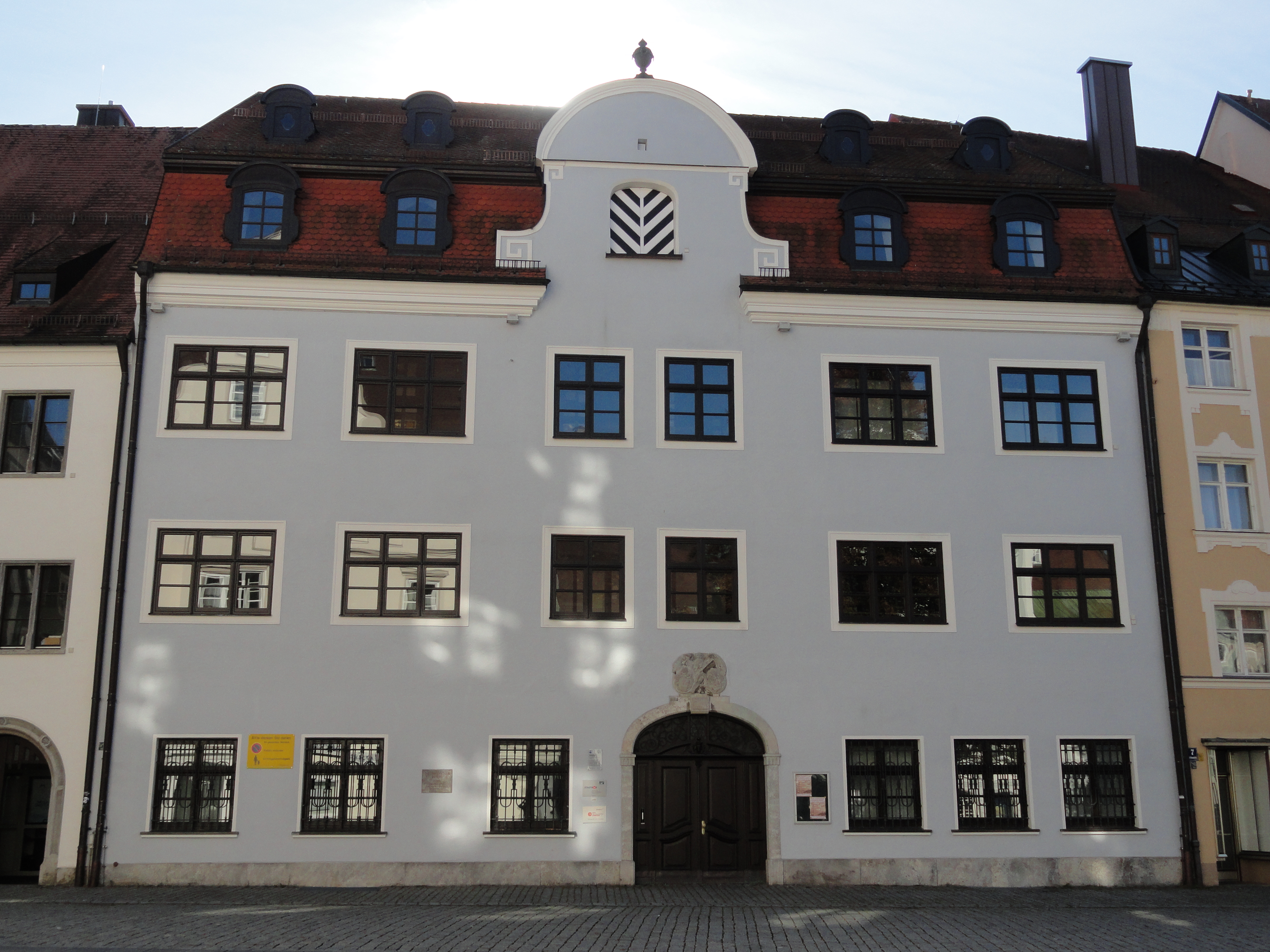
Das Neubronner Haus in Kempten

Das Neubronner Haus (auch Neubronnerhaus) ist ein spätgotisches Haus mit der Anschrift Rathausplatz 5 in Kempten (Allgäu). Es steht unter Denkmalschutz.

## Geschichte und Beschreibung
Im Kern befinden sich spätgotische Strukturen zweier Häuser, die 1796 durch einen Jakob Scheiterle zusammengefasst wurden. Seit 1920 befindet sich darin, wie auch im direkt daneben anschließenden alten Zollamt, das städtische Archiv Kemptens.
Das Neubronner Haus ist ein dreigeschossiger Bau mit einem Zwerchhaus. Über dem rundbogigen Portal befindet sich ein Relief aus Sandstein mit dem Wappen des Bauherren Johann Adam Neubronner. Die Familie Neubronner war in Kempten eine Patrizierfamilie.